# Villarreal de la Canal
Villarreal de la Canal ist ein spanischer Ort im Pyrenäenvorland in der Provinz Huesca der Autonomen Gemeinschaft Aragonien. Villarreal de la Canal gehört zur Gemeinde Canal de Berdún. Das Dorf hatte 56 Einwohner im Jahr 2015.

## Sehenswürdigkeiten
- Pfarrkirche San Salvador aus dem 16. Jahrhundert